# Opposition ouvrière de gauche (Pays-Bas)
 (avril 2018).
Si vous disposez d'ouvrages ou d'articles de référence ou si vous connaissez des sites web de qualité traitant du thème abordé ici, merci de compléter l'article en donnant les références utiles à sa vérifiabilité et en les liant à la section « Notes et références ».
Petit groupe conseilliste néerlandais fondé en 1932, l'Opposition ouvrière de gauche (LAO) est surtout présent à Rotterdam et Leyde. Dirigé par Edouard Sirach, il publie le journal Spartacus.
La LAO est favorable aux actions minoritaires. Lorsqu'en 1933 le Parti national-socialiste des travailleurs allemands remporte les élections législatives en Allemagne, l'un des militants de la LAO, Marinus van der Lubbe, se rend à Berlin et incendie le Reichstag dans la nuit du 27 au 28 février.
Marinus van der Lubbe est immédiatement arrêté par la police allemande. Les nazis présentent l'évènement comme un complot communiste. Pour le Parti communiste d'Allemagne, Marinus van der Lubbe est un déséquilibré manipulé par les nazis. On sait aujourd'hui qu'en réalité Marinus van der Lubbe a agi seul.
Après l'arrestation de Marinus van der Lubbe, le mouvement conseilliste crée un Comité international Van der Lubbe pour assurer sa défense politique. Le Comité international Van der Lubbe est rejoint également par le mouvement anarchiste. Marinus van der Lubbe est condamné à mort. Il est exécuté le 10 janvier 1934.
La LAO semble avoir disparu la même année.